# Swain County
Swain County er et county i den vestligste del af delstaten North Carolina, USA ved grænsen til Tennessee. I Swain County finder man Nantahala River, der er en af USA's mest populære rafting floder. Det administrative centrum ligger i byen Bryson City.

## Historie
Swain County blev oprettet i 1871 af dele af Jackson County og Macon County. Det blev opkaldt efter David L. Swain, som var guvernør i North Carolina fra 1832 til 1835 og rektor for University of North Carolina fra 1835 til 1868.

## Geografi
Swain County har et areal på 1.401 km² hvoraf 34 km² er vand. Swain County ligger i den vestlige del af North Carolina i Great Smoky Mountains. En stor del af forvaltningsområdet Qualla, hjemsted for Eastern Band of Cherokee Indians ligger i Swain County, inklusive forvaltningsområdets hovedby, Cherokee.
Det højeste punkt i Swain County er Clingmans Dome, der med sine 2.025 meter er det tredjehøjeste punkt i North Carolina. På toppen af bjerget er opsat et udsigtsstårn. 
Swain County omfatter dele af tre såkaldt nationalt beskyttede områder: Blue Ridge Parkway, Nantahala National Forest og Great Smoky Mountains National Park. Swain County er det county, som omfatter den største del denne nationalpark. 

### Bydistrikter
Swain County er opdelt i tre bydistrikter (Townships): Charleston, Forney Creek og Nanthahala.

### Tilgrænsende counties
Swain County grænser op til
- Haywood County mod øst
- Jackson County mod sydøst
- Macon County mod syd
- Graham County mod nordvest
- Blount County, Tennessee mod nordvest
- Sevier County, Tennessee mod nord.

### Byer
I Swain County ligger kun tre byer af væsentlig størrelse.
- Bryson City
- Cherokee
- Whittier

## Befolkning
Ved folketællingen i 2010 talte befolkningen i Swain County 12.968 mennesker. Befolkningstætheden var 9 pr. km². 66 % af indbyggerne var hvide, knap 2 % var af afrikansk oprindelse, mens ca. 29 % var oprindelige amerikanere, hvilket er den største procentdel af oprindelige amerikanere i noget county i North Carolina. 
Indbyggerne var fordelt på 5.137 husholdninger, hvoraf 30 % havde hjemmeboende børn under 18 år. Knap 25 % af befolkningen var under 18, og 15 % var over 65. 
Gennemsnitsindkomsten for en husstand var 28.608 dollars, mens den for en familie var 33.786 dollars. Ca. 18 % af befolkningen levede under den officielle fattigdomsgrænse.

## Eksterne links
- Swain County og Bryson City fra GreamtSmokies.Com (engelsk)

35°29′N 83°29′V / 35.49°N 83.49°V